# Килийно училище
Килийното училище е вид начално училище с църковно-религиозна насоченост. То съществува в българските земи през епохата на османското владичество.
През периода XV – XVIII век единствените училища са килийните. Първоначално възникват при черкви, манастири или техните метоси и имат обществен характер, а през XVII и XVIII век се появяват и частни (домашни) килийни училища, които се основават предимно от светски лица в частни сгради. Те се развиват върху основата на съхранената през годините на османското владичество средновековна българска книжовна традиция.
Учителите са предимно монаси и свещеници, а по-рядко – грамотни занаятчии или търговци. Преподавателят се занимава с всеки ученик поотделно. Докато обучава, той се занимава със занаята си. Обучението се води на гръцки, църковнославянски или на двата езика. Учебният процес има за цел да даде умения по четене, писане, църковно пеене и малко смятане. Понякога обучението се комбинира с изучаване на определен занаят. За учебници се използват църковно-служебни книги като „Часослов“, „Апостол“, „Псалтир“ и други. В тях получават образование част от по-сетнешните дейци на новобългарската просвета.
До появата на взаимните училища през първата половина на XIX век, килийните училища са единствените български училища по време на османското владичество. Килийното образование има елементарен религиозен характер, но това не пренасища просветното дело с църковност и догми. По времето на османското владичество, именно християнското възпитание е това, което запазва народностната идентичност и българско самосъзнание на хората.
Към XVIII век килийните училища са широко разпространени. В българските земи по това време функционират над 100 такива, сред които тези в София, Котел и Самоков, а и в Троянския, Етрополския и Рилския манастир. С времето килийното образование все повече се обогатява, като вече се четат и български книги като „История славянобългарска“ на Паисий Хилендарски. Постепенно с изграждането на системата на новобългарското образование, те престават да съществуват.